# گنبد سنگی هگ
گنبد سنگی هگ مربوط به اواخر سدهٔ ۸ ه.ق است و در شهرستان ابرکوه، روستای هگ، جنب گورستان واقع شده و این اثر در تاریخ ۲۲ مرداد ۱۳۷۸ با شمارهٔ ثبت ۲۴۳۹ به‌عنوان یکی از آثار ملی ایران به ثبت رسیده است.

## نگارخانه

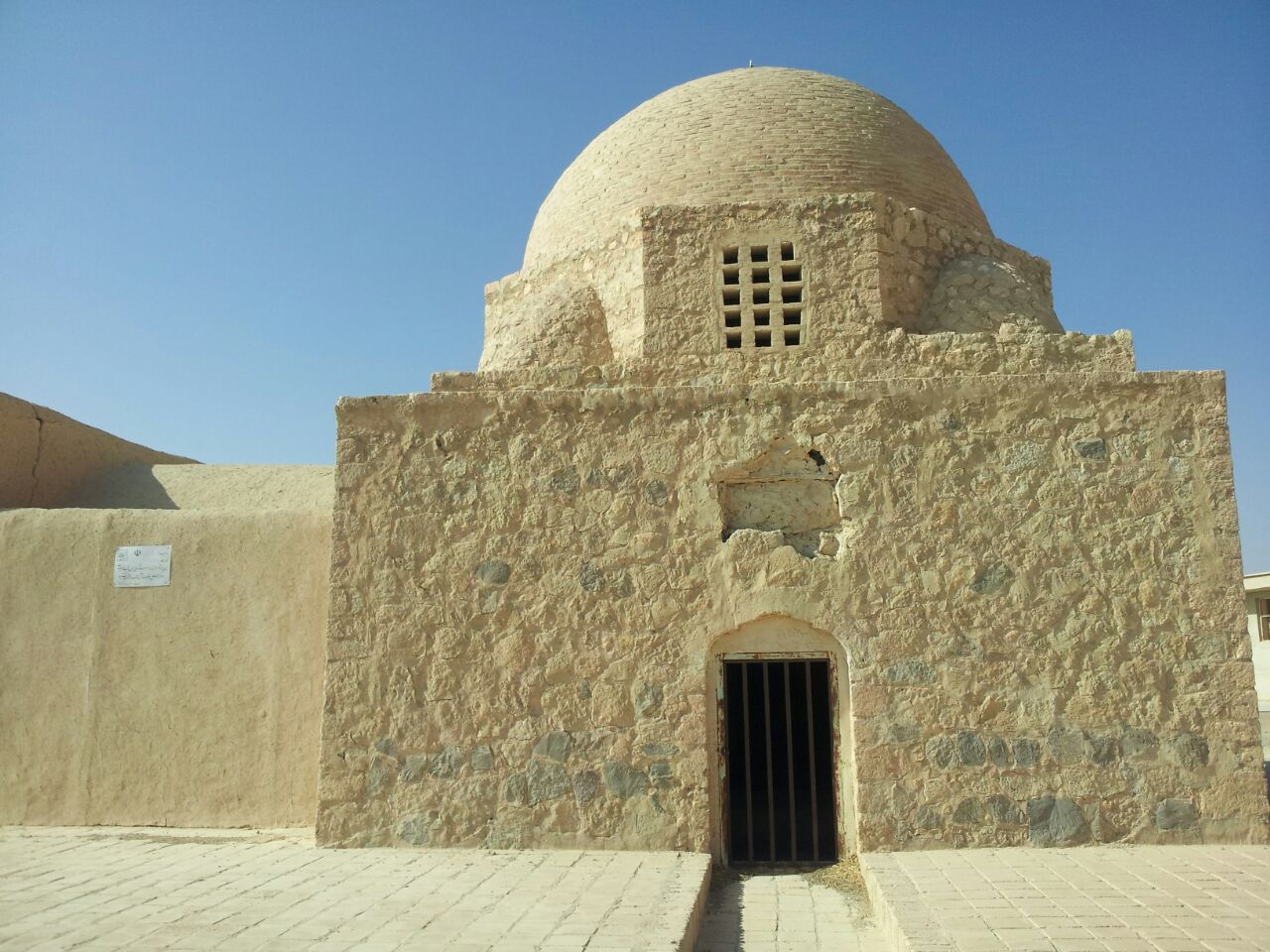
نمای جانبی بنای گنبد سنگی هگ
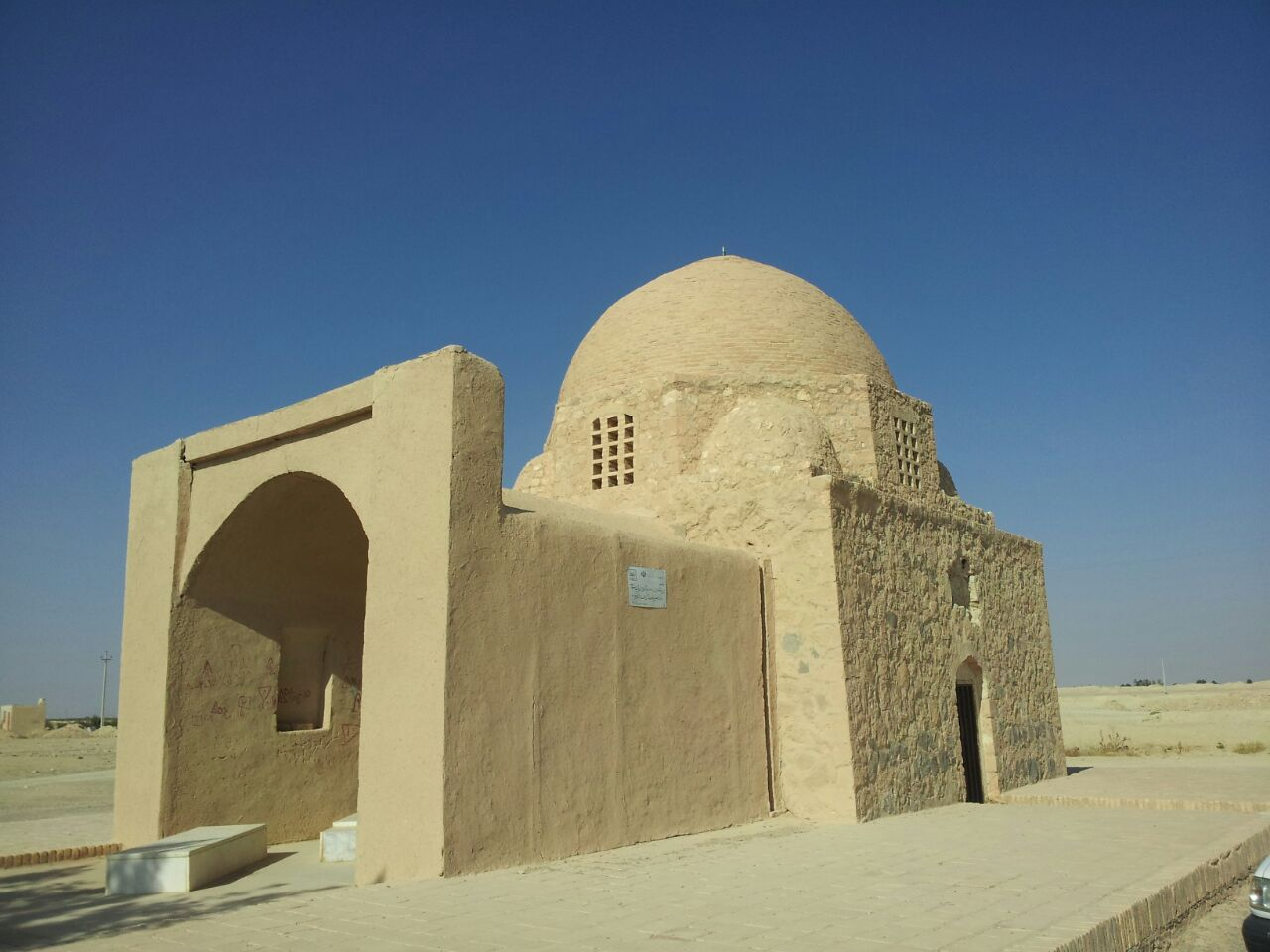
بنای تاریخی گنبد سنگی هگ
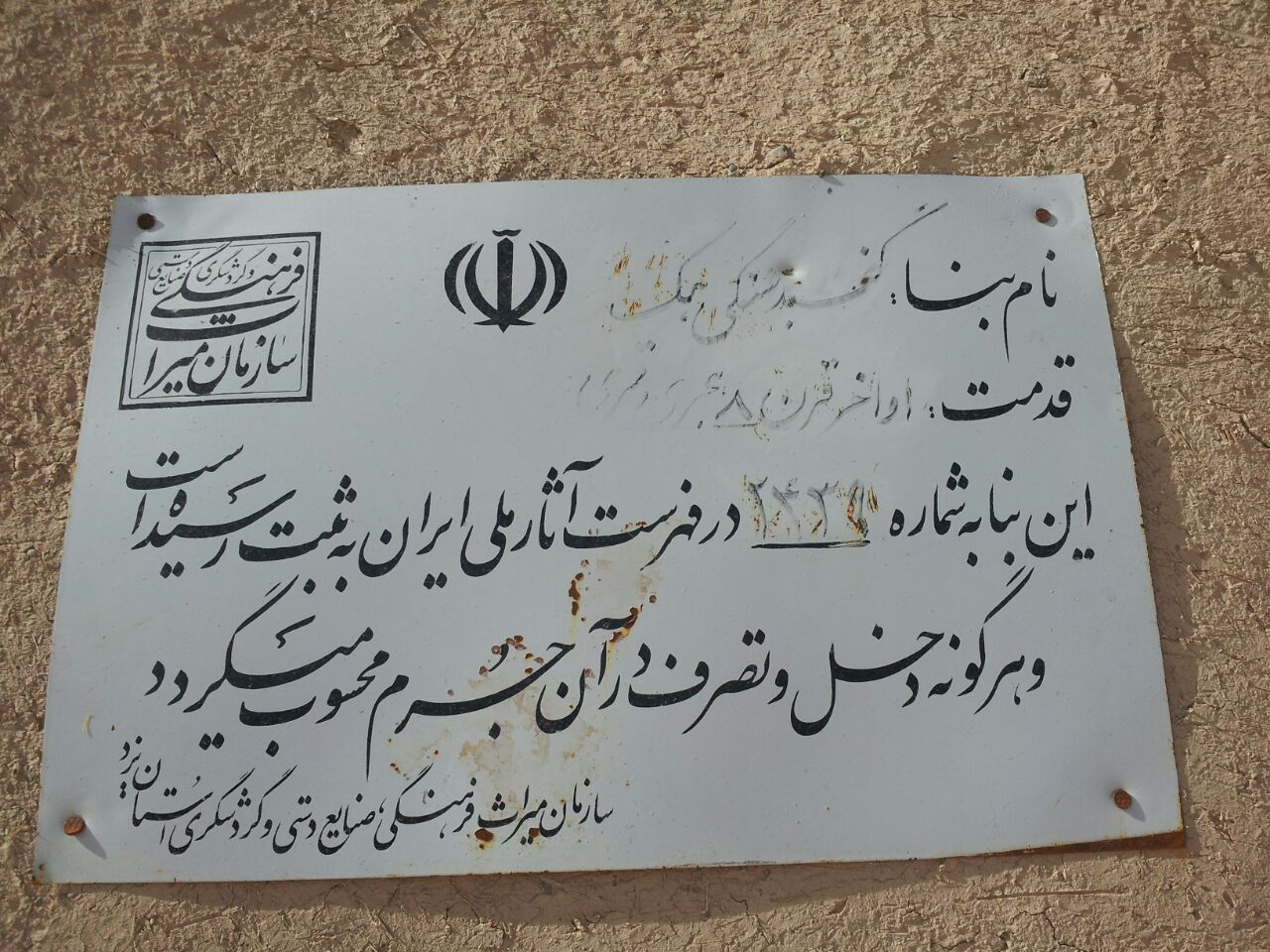
تابلوی ثبت اثر ملی ایران